# Uloborus undulatus
Uloborus undulatus är en spindelart som beskrevs av Tord Tamerlan Teodor Thorell 1878. Uloborus undulatus ingår i släktet Uloborus och familjen krusnätsspindlar.

## Underarter
Arten delas in i följande underarter:
- U. u. indicus
- U. u. obscurior
- U. u. pallidior